# Pallavolo ai III Giochi asiatici
La pallavolo ai III Giochi asiatici si è disputata durante la III edizione dei Giochi asiatici, che si è svolta a Tokyo, in Giappone, nel 1958.

## Podi
| Evento                        | Oro      | Argento | Bronzo |
| Pallavolo maschile (dettagli) | Giappone | Iran    | India  |